# Maire de San Francisco
Le maire de San Francisco (en anglais : Mayor of San Francisco) est le dirigeant de l'exécutif de la ville et du comté de San Francisco, dans l'État de Californie, aux États-Unis. 
Depuis le 11 juillet 2018, la fonction est occupée par London Breed.

## Élection
En vertu de la Constitution de la Californie, toutes les élections municipales de l'État sont organisées sur une base non partisane. En conséquence, plusieurs candidats d'un parti peuvent se présenter à l'élection puisqu'aucune élection primaire n'a lieu. Le mandat du maire est de quatre ans et est limité à deux mandats successifs. En raison du statut de San Francisco en tant que ville-comté consolidée, le maire est également le chef du gouvernement du comté; les deux entités sont gouvernées ensemble par un ensemble d’organes directeurs depuis 1856.
À l'origine, les élections municipales étaient organisées selon un système à deux tours. En 2002, le système électoral a été réformé à la suite d'un référendum municipal. Le nouveau système, connu sous le nom de vote par ruissellement, permet aux électeurs de sélectionner et de classer trois candidats en fonction de leurs préférences. Si personne ne remporte plus de la moitié des votes de premier choix, le candidat ayant le moins de votes est éliminé et les votes de second choix (et de troisième choix si nécessaire) sont comptés jusqu'à ce qu'un candidat obtienne la majorité. En 2007, le nouveau système a été mis en œuvre pour la première fois lors des élections municipales.

## Liste des maires
La plus longue mandature a été celle de James Rolph qui a servi plus de 18 ans jusqu'à son élection au poste de gouverneur de Californie. Trois maires sont décédés en cours de mandat : James Otis, mort de maladie, George Moscone assassiné et Ed Lee. Deux femmes (Dianne Feinstein et London Breed), deux Afro-Américains (Willie Brown et London Breed) et un Asio-Américain (Ed Lee) ont exercé la fonction.
| no | Maire                             | Date        | Parti | Parti                            | Remarque                         |
| -- | --------------------------------- | ----------- | ----- | -------------------------------- | -------------------------------- |
| 1  | John White Geary                  | 1850-1851   |       | Indépendant                      |                                  |
| 2  | Charles James Brenham (en)        | 1851        |       | Parti whig                       |                                  |
| 3  | Stephen Randall Harris (en)       | 1852        |       | Parti démocrate                  |                                  |
| 4  | Charles James Brenham (en)        | 1852-1853   |       | Parti whig                       |                                  |
| 5  | Cornelius Kingsland Garrison (en) | 1853-1854   |       | Parti whig                       |                                  |
| 6  | Stephen Palfrey Webb (en)         | 1854-1855   |       | Know Nothing                     |                                  |
| 7  | James Van Ness (en)               | 1855-1856   |       | Parti démocrate                  |                                  |
| 8  | George J. Whelan (en)             | 1856        |       | Know Nothing                     |                                  |
| 9  | Ephraim Willard Burr (en)         | 1856-1859   |       | Know Nothing                     |                                  |
| 10 | Henry F. Teschemacher (en)        | 1859-1863   |       | Vigilance People's               |                                  |
| 11 | Henry Perrin Coon                 | 1863-1867   |       | Vigilance People's               |                                  |
| 12 | Frank McCoppin                    | 1867-1869   |       | Parti démocrate                  |                                  |
| 13 | Thomas Henry Selby (en)           | 1869-1871   |       | Parti républicain                |                                  |
| 14 | William Alvord                    | 1871-1873   |       | Parti républicain                |                                  |
| 15 | James Otis                        | 1873-1875   |       | Parti populiste                  |                                  |
| 16 | George Hewston (en)               | 1875        |       | Parti démocrate                  |                                  |
| 17 | Andrew Jackson Bryant             | 1875-1879   |       | Parti démocrate puis républicain |                                  |
| 18 | Isaac Smith Kalloch               | 1879-1881   |       | Parti démocrate                  |                                  |
| 19 | Maurice Carey Blake (en)          | 1881-1883   |       | Parti républicain                |                                  |
| 20 | Washington Bartlett               | 1883-1887   |       | Parti démocrate                  |                                  |
| 21 | Edward B. Pond                    | 1887-1891   |       | Parti démocrate                  |                                  |
| 22 | George Henry Sanderson            | 1891-1893   |       | Parti républicain                |                                  |
| 23 | Levi Richard Ellert               | 1893-1895   |       | Parti républicain                |                                  |
| 24 | Adolph Sutro                      | 1895-1897   |       | Parti populiste                  |                                  |
| 25 | James D. Phelan                   | 1897-1902   |       | Parti démocrate                  |                                  |
| 26 | Eugene Schmitz                    | 1902-1907   |       | Parti Union Labor (en)           |                                  |
| 27 | Charles Boxton (en)               | 1907        |       | Parti Union Labor (en)           |                                  |
| 28 | Edward Robeson Taylor             | 1907-1910   |       | Parti démocrate                  |                                  |
| 29 | P. H. McCarthy                    | 1910-1912   |       | Parti Union Labor (en)           |                                  |
| 30 | James Rolph                       | 1912-1931   |       | Parti républicain                |                                  |
| 31 | Angelo Joseph Rossi               | 1931-1944   |       | Parti républicain                |                                  |
| 32 | Roger Lapham                      | 1944-1948   |       | Parti républicain                |                                  |
| 33 | Elmer Robinson                    | 1948-1956   |       | Parti républicain                |                                  |
| 34 | George Christopher                | 1956-1964   |       | Parti républicain                |                                  |
| 35 | John Shelley                      | 1964-1968   |       | Parti démocrate                  |                                  |
| 36 | Joseph Alioto                     | 1968-1976   |       | Parti démocrate                  |                                  |
| 37 | George Moscone                    | 1976-1978   |       | Parti démocrate                  |                                  |
| 38 | Dianne Feinstein                  | 1978-1988   |       | Parti démocrate                  | Première femme                   |
| 39 | Art Agnos                         | 1988-1992   |       | Parti démocrate                  |                                  |
| 40 | Frank Jordan                      | 1992-1996   |       | Parti démocrate                  |                                  |
| 41 | Willie Brown                      | 1996-2004   |       | Parti démocrate                  | Premier Afro-Américain           |
| 42 | Gavin Newsom                      | 2004-2011   |       | Parti démocrate                  |                                  |
| 43 | Edwin M. Lee                      | 2011-2017   |       | Parti démocrate                  | Premier Asio-Américain           |
| -  | London Breed                      | 2017-2018   |       | Parti démocrate                  | Intérim                          |
| 44 | Mark Farrell                      | 2018        |       | Parti démocrate                  | Élu par le conseil municipal.    |
| 45 | London Breed                      | 2018-2025   |       | Parti démocrate                  | Première Afro-Américaine         |
| 46 | Daniel Lurie                      | depuis 2025 |       | Parti démocrate                  | Milliardaire, héritier de Levi's |